# Joseph Henry Tayler
Joseph Henry Tayler, auch in den Schreibvarianten Joseph H. Tayler, J. H. Tayler (* 7. Februar 1859 in Green Bay, Wisconsin; † 25. Mai 1959 ebenda), war ein US-amerikanischer Bankier sowie Politiker (Republikanische Partei).

## Leben

### Familie und Ausbildung
Joseph Henry Tayler, jüngstes Kind des aus Gosport in der Grafschaft Hampshire im Süden Englands gebürtigen, 1830 in die USA ausgewanderten Joseph Tayler (1813–1898) sowie dessen aus Morristown im Bundesstaat New York stammender Ehefrau Melissa Victorine geborene Kennan (1818–1903), erhielt seine schulische Ausbildung in dem heute in Green Bay eingemeindeten Fort Howard, das während des Britisch-Amerikanischen Krieges als Befestigungsanlage der US Army errichtet worden war.
Der Baptist Joseph Henry Tayler heiratete am 27. Juni 1889 in Green Bay die aus Mukwonago im Waukesha County gebürtige Eleanor Jane (1858–1951), Tochter des Bürgermeisters von Fort Howard in den Jahren 1875 bis 1878 George Richardson (1830–1908). Aus dieser Ehe entstammten der früh verstorbene Sohn George Richard sowie die Tochter Eleanor Kennan. Joseph Henry Tayler, Mitglied der Rotarier, verstarb im Frühjahr 1959 100-jährig in Green Bay. Er wurde auf dem Fort Howard Memorial Park beigesetzt.

### Berufliche Laufbahn
Joseph Henry Tayler trat nach seinem Schulabschluss die Stelle des stellvertretenden Postmeisters von Fort Howard an, die er zehn Jahre innehielt. 1882 stieg Tayler als Partner in die McCartney Exchange Bank in Green Bay ein, dort füllte er 14 Jahre die Position des Kassierers aus. 1910 erfolgte seine Bestellung zum Präsidenten der McCartney National Bank. Zusätzlich bekleidete Tayler in Green Bay die Funktionen des Präsidenten der Northern Bond and Mortgage Company, des Vizepräsidenten der Menominee River Sugar Company, des Secretary (Geschäftsführer) der Green Bay Water Company sowie des Schatzmeisters und Direktors des Bellin Memorial Hospital.

### Politische Funktionen
Der der Republikanischen Partei beigetretene Joseph Henry Tayler amtierte zunächst als Stadtkämmerer (City Treasurer), anschließend als Bürgermeister von Fort Howard. Im Jahre 1902 wurde Tyler zum Bürgermeister von Green Bay gewählt, 1904 trat er von dieser Funktion zurück.